# Zvonko Brkić
Zvonko Brkić (Gornja Vrba kod Slavonskog Broda, 18. rujna 1912. – Lošinj, 27. kolovoza 1977.), sudionik Drugog svjetskog rata u partizanima, politički i partijski dužnosnik SRH i SFRJ i narodni heroj Jugoslavije. Predsjednik Izvršnog vijeća Sabora Socijalističke Republike Hrvatske od srpnja 1962. do lipnja 1963.
Završio je srednju tehničku školu-geometarski odsjek u Beogradu. Članom Saveza komunističke omladine Jugoslavije postao je 1932., a članom KPJ 1935. Tijekom rata diže ustanak po Slavoniji. Član Centralnog komiteta KPH od 1946.